# Chiến dịch Meuse-Argonne
Vào lúc 5 giờ 30 phút sáng ngày 26/9/1918,sau khoảng 6 giờ oanh tạc trong đêm,hơn 700 xe tăng của quân đồng minh,theo sau bởi nhiều toán bộ binh, phát triển tấn công chống các vị trí của Đức tại rừng Argonne và dọc sông Meuse. Dựa trên thành công sớm của quân đồng minh tại Amiens và Albert suốt mùa hè 1918,cuộc tấn công Meuse-Argonne được thưc hiên bởi 37 sư đoàn của Pháp và Mĩ.Mục đích cắt đứt toàn bộ tập đoàn quân số 2 của Đức, chỉ huy tối cao của quân Đồng Minh là Ferdinand Foch yêu cầu tướng John.J.Persing mở cuộc tổng tấn công,lực lượng quân viễn chinh Mĩ của Persing đóng vai trò chính,trong cuộc công kích lớn nhất của Mĩ trong WWI. Sau khi khoảng 400.000 lính được chuyển với nhiều khó khăn,chỉ trước 10 ngày trận Meuse-Argonne bắt đầu.Cuộc oanh tac sử dụng khí mù tạc và bom hóa học giết chết 278 lính Đức và làm tàn phế hơn 10000.Bộ binh bắt đầu vào buổi sáng,hỗ trợ bởi pháo lực của xe tăng và 500 máy bay từ không quân Mĩ. Vào buổi sáng ngày hôm sau, quân đồng minh bắt giữ hơn 23000 tù binh Đức, vào buổi tối quân đồng mình bắt giữ thêm 10000 và tiến quân thêm 6 dặm tại một số khu vực. Người Đức vẫn tiếp tục chiến đấu, tuy nhiên sự kháng cự của họ là đủ lớn để cuối cùng quân đồng minh không thành công như họ dự kiến. Persing hủy bỏ cuộc tấn công Meuse-Argonne vào 30/9 và bắt đầu lại lần nữa chỉ 4 ngày sau đó vào ngày 4/10.Kiệt sức,mất tinh thần,bệnh dịch bằng sự mở rộng của dịch cúm.Sự tăng cường của quân đội Mĩ đã có thời gian tiến sâu thêm 32 kilomet trước khi thỏa thuận đình chiến chung được thông qua,vào ngày 11/11 thế chiến 1 kết thúc
1. 1 2 3  Hart, Keith (1982). “A Note on the Military Participation of Siam in the First World War” (PDF). Journal of the Siam Society. tr. 135. Truy cập ngày 19 tháng 7 năm 2015.
2. ↑  Ferrell, Robert H. (2007). America's Deadliest Battle: Meuse-Argonne, 1918. University Press of Kansas. ISBN 978-0-7006-1499-8. LCCN 2006029077.
3. ↑  “Meuse River–Argonne Forest Offensive, 26 September-11 November 1918”. Historyofwar.org. Truy cập ngày 26 tháng 9 năm 2013.
4. ↑  "Collier's New Encyclopedia: A Loose-leaf and Self-revising Reference Work". 1922. Page 209.
5. ↑  Gary Mead: Doughboys